# Emirat de Lafia
L'emirat de Lafia fou un estat històric i avui dia un emirat tradicional de Nigèria, a l'estat de Nasarawa.

## Història
La ciutat es va fundar el 1804 amb el nom de Lafia Beri Beri, al lloc d'Anane, un petit poble dels aragos, i es va convertir en la capital d'un prominent cacicat local al segle xix que van regir els seus caps amb el títol de sarkin Lafia Beri Beri. Durant el govern de Mohamman Agwé (1881-1903), el mercat de Lafia es va convertir en un dels més importants a la vall del riu Benue, i una ruta comercial es va obrir a Loko (90 quilòmetres al sud-oest), un port del riu Benue. En 1903 els britànics, que controlaven el nord de Nigèria, van reconèixer al cap Musa com el primer emir de Lafia (el nom fou canviat de Lagfia Beri Beri a només Lafia). L'emirat va formar la major part de la Divisió de la província de Benue Lafia. El 1967 la ciutat es va convertir en part de l'estat de Benue-Plateau, i en 1976 es va assignar a l'estat de Plateau.

## Governants

### Caps (Sarkin Lafia Beri Beri)
- 1804 - 1809 Dunama
- 1809 - 1814 Musa dan Jaji
- 1814 - 1819 Umar I
- 1819 - 1844 Laminu
- 1844 - 1849 Musa Gana
- 1849 - 1866 Abd Allahi Dalla dan Dunama
- 1866 - 1868 Ari dan Laminu
- 1868 - 1873 Umar II dan Abd Allahi Dalla
- 1873 - 1881 Abd Allahi Dalla Bahagu dan Ari
- 1881 - 1903 Muhamman Agwe I dan Ari

### Emirs
- 1903 - 1918 Musa dan Abd Allahi Dalla
- 1918 - 1926 Abd Allahi dan Muhamman Agwe
- 1926 - 1933 Muhammadu Angulu dan Abd Allahi Dalla
- 1933 - 1949 Muhamman Agwe II dan Abd Allahi Dalla Bahagu
- 1949 - 1952 Makwangiji Na'ali -Regent
- 1952 - 1978 Yusufu dan Musa
- 1978 - Isa Mustafa Agwa I